# Blanca d'Aragó

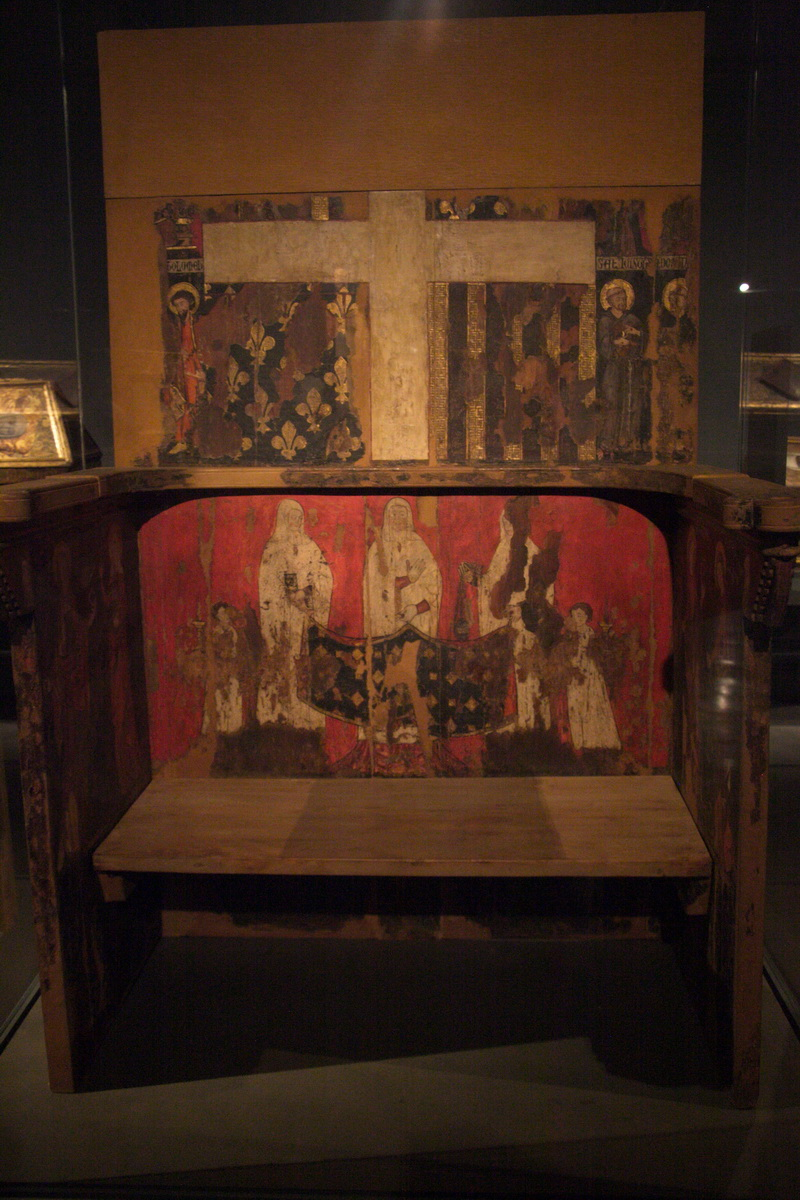
Tron d'abadessa del monestir de Sixena de Blanca d'Aragó, al Museu de Lleida

Blanca d'Aragó (vers 1302 - Barcelona 1348) fou una religiosa de la Corona d'Aragó, abadessa del monestir de Sixena i filla del rei Jaume II d'Aragó, anomenat el Just, i de Blanca de Nàpols.
Va ser enclaustrada amb cinc anys i el 1310 va prendre l'hàbit dels Hospitalers a la catedral de Tarragona. La decisió de dedicar-la a la vida religiosa van fer fracassar les negociacions empreses per casar-la amb Lluís I de Navarra, enllaç que l'hagués convertit en reina de França. Es va educar en el monestir de Sixena (convent de religioses de l'orde de l'Hospital de Sant Joan fundat el segle xii), del qual esdevingué priora el 1321, quan encara no tenia vint anys. L'any següent va disposar la redacció d'unes ordenances per reorganitzar el règim interior del convent.
La seva presència va convertir el monestir en una prolongació de la cort. Hi van viure més de cent monges, amb els seus criats i servents, procedents de tots els llinatges de la Corona. Aquesta activitat va fer que el convent s'allunyés de la missió original concebuda per la seva fundadora, la reina Sança, de ser un lloc de retir i oració.
Mentre Blanca va estar al capdavant del convent també s'hi van realitzar importants obres artístiques, com la Sala Pintada o el Palau Prioral. Les obres i la gran quantitat de població que havia de suportar el convent, van atansar-lo en alguns moments al col·lapse econòmic. El rei hagué d'intervenir en diverses ocasions reclamant la moderació de despeses i del nombre de servents, o més directament per superar la crisi.
El caràcter difícil de Blanca també provocà algun conflicte institucional (i familiar), com quan intentà traslladar de manera clandestina el cadàver del seu germà Joan d'Aragó i d'Anjou, patriarca d'Alexandria i arquebisbe de Tarragona, de la catedral tarragonina a Sixena (1335). Acció que hagué de reprendre el rei Alfons el Benigne, també germà de Blanca.
Durant el seu priorat deixà amb freqüència el monestir, fins que acabà renunciant-hi el 1347 per retirar-se a Barcelona amb la seva germana Maria, on acabaria morint l'any 1348.